# Asthenes
Asthenes is een geslacht van vogels uit de familie van de ovenvogels (Furnariidae). De wetenschappelijke naam van het geslacht werd in 1853 gepubliceerd door Heinrich Gottlieb Ludwig Reichenbach.

## Soorten
De volgende soorten zijn bij het geslacht ingedeeld:
- Asthenes anthoides  – Vuurlandcanastero
- Asthenes arequipae  – Zwartvleugelcanastero
- Asthenes ayacuchensis  – Ayacuchodistelstaart
- Asthenes baeri  – Kortsnavelcanastero
- Asthenes berlepschi  – Berlepsch' canastero
- Asthenes coryi  – Okerbrauwdistelstaart
- Asthenes dorbignyi  – Roodbuikcanastero
- Asthenes flammulata  – Jardines canastero
- Asthenes fuliginosa  – Witkindistelstaart
- Asthenes griseomurina  – Grijze distelstaart
- Asthenes harterti  – Zwartkeeldistelstaart
- Asthenes helleri  – Punadistelstaart
- Asthenes heterura  – Iquicocanastero
- Asthenes huancavelicae  – Bleekstaartcanastero
- Asthenes hudsoni  – Hudsons canastero
- Asthenes humilis  – Streepkeelcanastero
- Asthenes luizae  – Cipócanastero
- Asthenes maculicauda  – Vlekstaartcanastero
- Asthenes modesta  – Andescanastero
- Asthenes moreirae  – Itatiaiastekelstaart
- Asthenes ottonis  – Garlepps canastero
- Asthenes palpebralis  – Oogringdistelstaart
- Asthenes perijana  – Perijádistelstaart
- Asthenes pudibunda  – Canyoncanastero
- Asthenes pyrrholeuca  – Kleine canastero
- Asthenes urubambensis  – Urubambacanastero
- Asthenes vilcabambae  – Vilcabambadistelstaart
- Asthenes virgata  – Juníncanastero
- Asthenes wyatti  – Streeprugcanastero